# Kerry Head

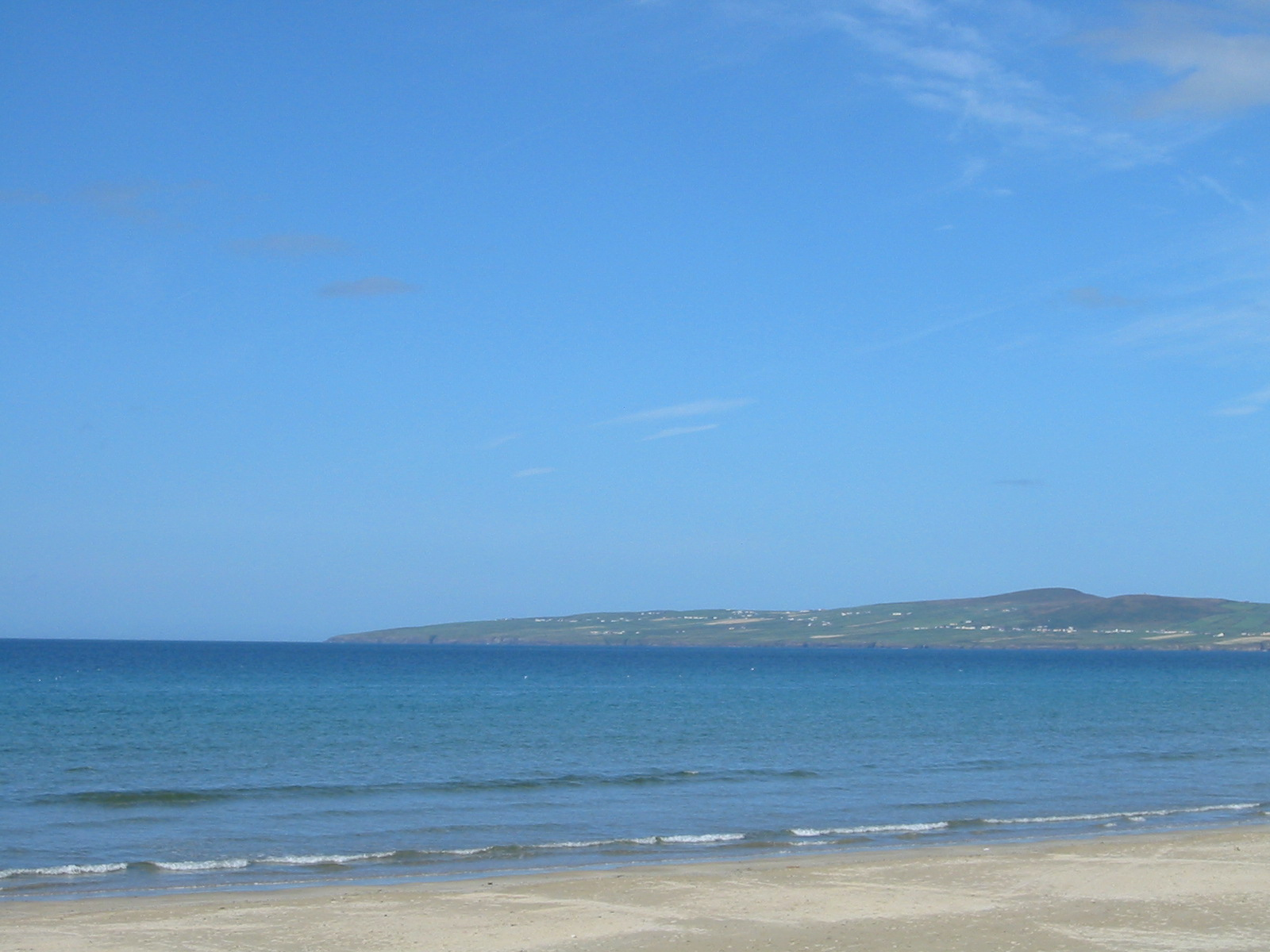
Kerry Head

Kerry Head (irl. Ceann Chiarraí) – przylądek w Irlandii, na wyspie o tej samej nazwie, nad Oceanem Atlantyckim. Stanowi południowy brzeg ujścia (estuarium) rzeki Sionny, po przeciwległej stronie rzeki leży przylądek Loop Head. Na Kerry Head, w przeciwieństwie do Loop Head, nie stoi latarnia morska.